# Mistrzostwa Europy w Lekkoatletyce 2012 – sztafeta 4 × 400 m kobiet
Sztafeta 4 × 400 metrów kobiet – jedna z konkurencji biegowych rozgrywanych podczas lekkoatletycznych mistrzostw Europy na Stadionie Olimpijskim w Helsinkach.
Tytułu mistrzowskiego z 2012 roku nie obroniły Rosjanki. Polki w składzie: Agata Bednarek, Justyna Święty, Anna Jesień, Magdalena Gorzkowska zajęły ostatnie, 8. miejsce w finale. Złoty medal zdobyły Ukrainki.

## Terminarz
| Data       | Godzina |            |
| ---------- | ------- | ---------- |
| 30 czerwca | 21:50   | Eliminacje |
| 1 lipca    | 19:25   | Finał      |

## Rezultaty

### Eliminacje
- Awans: 3 najlepsze drużyny z każdego biegu (Q)+2 z najlepszymi czasami (q).

| Poz. | Bieg | Tor | Reprezentacja   | Zawodnicy                                                                     | Czas    | Uwagi |
| ---- | ---- | --- | --------------- | ----------------------------------------------------------------------------- | ------- | ----- |
| 1.   | 2    | 3   | Francja         | Phara Anacharsis, Elea Mariama Diarra, Lénora Guion-Firmin, Floria Gueï       | 3:29,03 | Q     |
| 2.   | 1    | 4   | Ukraina         | Julija Oliszewśka, Darja Prystupa, Natalija Pyhyda, Alina Łohwynenko          | 3:29,09 | Q     |
| 3.   | 2    | 6   | Wielka Brytania | Eilidh Child, Kelly Massey, Nicola Sanders, Shana Cox                         | 3:29,96 | Q     |
| 4.   | 2    | 7   | Czechy          | Jitka Bartoničková, Denisa Rosolová, Zuzana Bergrová, Zuzana Hejnová          | 3:30,86 | Q     |
| 5.   | 2    | 5   | Rosja           | Olga Towarnowa, Tatjana Wieszkurowa, Lilija Mołgaczewa, Julija Tieriechowa    | 3:31,35 | q     |
| 6.   | 1    | 3   | Niemcy          | Esther Cremer, Janin Lindenberg, Christiane Klopsch, Fabienne Kohlmann        | 3:31,38 | Q     |
| 7.   | 1    | 1   | Rumunia         | Elena Mirela Lavric, Alina Panainte, Bianca Răzor, Angela Moroșanu            | 3:31,48 | Q     |
| 8.   | 2    | 1   | Polska          | Agata Bednarek, Justyna Święty, Iga Baumgart, Anna Jesień                     | 3:31,50 | q     |
| 8.   | 1    | 2   | Białoruś        | Maryna Boika, Iryna Chlustawa, Julia Jurenja, Iłona Usowicz                   | 3:31,50 |       |
| 10.  | 2    | 2   | Włochy          | Chiara Bazzoni, Maria Enrica Spacca, Libania Grenot, Marta Milani             | 3:31,64 |       |
| 11.  | 1    | 8   | Turcja          | Sema Apak, Merve Aydın, Meliz Redif, Pınar Saka                               | 3:34,70 |       |
| 12.  | 1    | 6   | Norwegia        | Irene Høvik Helgesen, Nina Katrine Brandt, Line Kloster, Martine Eikemo Borge | 3:37,74 |       |
| 13.  | 1    | 7   | Hiszpania       | Aauri Bokesa, Natalia Romero, Begoña Garrido, Andrea Díez                     | 3:38,00 |       |
| 14.  | 2    | 8   | Portugalia      | Carla Tavares, Carolina Duarte, Vera Barbosa, Joceline Monteiro               | 3:40,79 |       |
| 15.  | 2    | 4   | Finlandia       | Jenni Kivioja, Ella Räsänen, Ilona Punkkinen, Emma Millard                    | 3:40,97 |       |
| –    | 1    | 5   | Irlandia        | Claire Bergin, Joanne Cuddihy, Marian Heffernan, Michelle Carey               | DSQ     | DSQ   |

### Finał
| Poz. | Tor | Reprezentacja   | Zawodnicy                                                                  | Czas    | Uwagi |
| ---- | --- | --------------- | -------------------------------------------------------------------------- | ------- | ----- |
| 01 ! | 6   | Ukraina         | Julija Oliszewśka, Olha Zemlak, Natalija Pyhyda, Alina Łohwynenko          | 3:25,07 | EL    |
| 02 ! | 3   | Francja         | Phara Anacharsis, Lénora Guion-Firmin, Marie Gayot, Floria Gueï            | 3:25,49 |       |
| 03 ! | 8   | Czechy          | Zuzana Hejnová, Zuzana Bergrová, Jitka Bartoničková, Denisa Rosolová       | 3:26,02 |       |
| 4.   | 5   | Wielka Brytania | Shana Cox, Nicola Sanders, Lee McConnell, Eilidh Child                     | 3:26,20 |       |
| 5.   | 4   | Niemcy          | Esther Cremer, Janin Lindenberg, Christiane Klopsch, Fabienne Kohlmann     | 3:27,81 |       |
| 6.   | 2   | Rosja           | Olga Towarnowa, Tatjana Wieszkurowa, Julija Tieriechowa, Ksienija Zadorina | 3:28,36 |       |
| 7.   | 7   | Rumunia         | Sanda Belgyan, Elena Mirela Lavric, Bianca Răzor, Angela Moroșanu          | 3:29,80 |       |
| 8.   | 1   | Polska          | Agata Bednarek, Justyna Święty, Magdalena Gorzkowska, Anna Jesień          | 3:30,17 |       |